# Беренд Венеберґ
Беренд Венеберґ (англ. Berend Veneberg, нар. 5 листопада 1963, Ден Гем, Оверейсел, Нідерланди) — колишній нідерландський стронгмен та паверліфтер, переможець змагання Найсильніша Людина Європи. Окрім цього Беренд шість разів починаючи ставав Найсильнішою Людиною Нідерландів.

## Життєпис
Вперше призове місце посів у змаганні за звання Найсильнішої Людини Нідерландів 1991 року. Тоді він опинився третім після Теда ван дер Перра та Ваута Зійлстра. Наступного року він вже був другим (єдиним хто зміг його випередити був Тед ван дер Перр). У 1993 році він виграв звання Найсильнішої Людини Нідерландів (опісля цього він зробив це ще п'ять разів). Того ж року він був запрошений до участі у змаганні Найсильніша Людина Світу де у підсумку закінчив п'ятим. Він продовжував змагатися і двічі доходив фіналу однак виграти не зміг. У 1998 році він отримав травму і в загальному підсумку став дев'ятим. Того ж 1998-го Беренд разом з Ваутом Зійлстра виграли змагання за звання Найсильнішої Команди Світу. Венеберґ ще кілька разів брав участь у цьому змаганні однак більше не вигравав. У 2000 році здійснив одне зі своїх найважливіших досягнень у спортивній кар'єрі — виграв змагання за звання Найсильнішої Людини Європи. Окрім стронґмену Беренд шість разів ставав чемпіоном Нідерландів з певерліфтинґу.
Має власну тренувальну залу. За час роботи виховав кілька відомих спортсменів. Найвідомішим його учнем є Ярно Гамс. Також змагався в телевізійній передачі Американські гладіатори.